# Елин-Пелин (село)
Елин-Пелин (болг. Елин Пелин) — село в Болгарии. Находится в Софийской области, входит в общину Елин-Пелин.
Официальное название села - только Елин-Пелин, но иногда для упрощения дополнительно дают и неофициальную форму Гара-Елин-Пелин, как называлось раньше (01.01.1975 - 18.07.1995).

## Политическая ситуация
В местном кметстве Елин-Пелин, в состав которого входит село Елин-Пелин, должность кмета (старосты) исполняет Вяра Стефанова Вучкова (Граждане за европейское развитие Болгарии (ГЕРБ)) по результатам выборов.
Кмет (мэр) общины Елин-Пелин — Галя Симеонова Георгиева (Граждане за европейское развитие Болгарии (ГЕРБ)) по результатам выборов.